# Grégory Faghel
Grégory Faghel, né le 31 janvier 1979 à Lomme,, est un coureur cycliste français. Professionnel en 2001, il s'est classé deuxième d'une étape du Tour de l'Ain.

## Palmarès
- 1999
  - 3e de Paris-Mantes
- 2000
  - Grand Prix des Marbriers
  - 2e de Paris-Mantes
  - 2e du Grand Prix de Beuvry-la-Forêt
  - 3e de Liège-Bastogne-Liège espoirs
  - 3e du Grand Prix de Lys-lez-Lannoy
- 2002
  - Grand Prix de Saint-Aubert
  - Circuit du Pévèle
  - Grand Prix de Gommegnies
  - 3e de la Ronde mayennaise
- 2006
  - 2e du championnat des Hauts-de-France